# Rodrigo Moreno
 (mai 2010).
Si vous disposez d'ouvrages ou d'articles de référence ou si vous connaissez des sites web de qualité traitant du thème abordé ici, merci de compléter l'article en donnant les références utiles à sa vérifiabilité et en les liant à la section « Notes et références ».
Ne doit pas être confondu avec Rodrigo Moreno Machado.
Rodrigo Moreno, né en octobre 1972 à Buenos Aires, Argentine est un réalisateur et scénariste argentin.  
Il est l’un des principaux représentants de ce que la critique nomme le « Nouveau cinéma argentin » qui s’affirme à partir de 1998.

## Biographie
Moreno étudie le cinema et sort diplômé de l’Universidad del Cine de Buenos Aires, où il apprend la réalisation et l’écriture de scénario, et enseigne actuellement dans cet établissement.
Plusieurs de ses films ont été primés dans des festivals internationaux.  En 1993, il écrit et dirige son premier court-métrage, Nosotros, qui obtient le premier prix au Festival international du documentaire et du court-métrage de Bilbao (Zinebi).
En novembre 2009, Moreno commence le tournage de Un mundo misterioso  dont la sortie est attendue dans le courant de l'année 2010.

## Filmographie
Réalisateur et scénariste
- 1991 : Video cabina (Documentaire)
- 1993 : Nosotros (Court : 8 min)
- 1993 : El pinche (Documentaire)
- 1998 : Sale Époque (Mala época), (scénariste), réal. Nicolas Saad
- 2002 : El Descanso (coréalisateur, avec Ulises Rosell)
- 2007 : Le Garde du corps (El custodio)
- 2007 : La Señal (TV)
- 2011 : Un mundo misterioso
- 2014 : Reimon
- 2017 : Una ciudad de provincia
- 2023 : Los delincuentes

## Récompenses
- 1993 : Premier prix au Festival international du documentaire et du court-métrage de Bilbao (Zinebi) pour Nosotros
- 1998 : Prix du meilleur film latino-américain (Mala Epoca)
- 2006 : Prix Albert Bauer au Festival international du film de Berlin, pour El Custodio[2]